# Bully-les-Mines
Bully-les-Mines település Franciaországban, Pas-de-Calais megyében. Lakosainak száma 12 172 fő (2022. január 1.). Bully-les-Mines Mazingarbe, Liévin, Sains-en-Gohelle, Aix-Noulette és Grenay községekkel határos.

## Népesség
A település népességének változása:
| Lakosok száma | 12 678 | 12 512 | 12 376 | 12 163 | 12 117 | 12 156 | 12 080 | 12 221 | 12 172 |
|               | 2013   | 2015   | 2016   | 2017   | 2018   | 2019   | 2020   | 2021   | 2022   |